# Mitromorpha aspera
Mitromorpha aspera é uma espécie de gastrópode do gênero Mitromorpha, pertencente a família Mitromorphidae.